# Waiting to Happen
Waiting to Happen, pubblicato nel 1998, è il primo album  del gruppo musicale piemontese Perturbazione.

## Tracce
1. See the Sky Above – 3:04
2. I Am F – 4:29
3. Where Were You When You Were Tearing Ourselves in Pieces? – 4:50
4. Why Lo-Fi Sucks in '98 – 2:45
5. Tralala – 3:23
6. Happy New Age – 2:54
7. Cuki – 5:46
8. Another Huge Mistake – 6:38
9. Magik Mulatto – 2:13
10. Passed Away – 4:54
11. Caspiriña – 1:15
12. Violet – 7:22
13. Anywhere – 4:13

## Formazione

### Gruppo
- Tommaso Cerasuolo - voce, basso, tamburello
- Stefano Milano - basso, chitarra, cori
- Rossano Antonio Lo Mele - batteria
- Gigi Giancursi - chitarra, armonica a bocca, fisarmonica, cori
- Elena Diana - violoncello, pianoforte, cori

Altri musicisti
- Cristiano Lo Mele - pianoforte in See the Sky Above
- Stefano Giaccone - sax in Violet
- Lalli - voce in Violet e Passed Away